# پانی‌پت
پانی‌پِت (به انگلیسی: panipat; ) یک شهر تاریخی در شمال کشور هند است که در شرق ایالت هاریانا واقع شده‌است. این شهر در ۹۰ کیلومتری شمال دهلی‌نو و در ۱۶۹ کیلومتری جنوب چندیگر قرار دارد. سه نبرد سرنوشت‌ساز در نزدیکی این شهر در سالهای ۱۵۲۶م، ۱۵۵۶م و ۱۷۶۱م نقاط عطف مهمی در تاریخ هند بشمار می‌روند. امروزه این شهر به نام «شهر بافندگی» و «شهر نساجی» در هند شهرت یافته‌است و به عنوان «جذب سرمایه» برای «مرکز جهانی برای بازیافت منسوجات» نیز شناخته می‌شود.

## جمعیت
طبق سرشماری سال ۲۰۱۱م جمعیت پانی‌پت ۱٬۲۰۵٬۴۳۷ نفر بوده‌است.

## تاریخچه
به سبب وضعیت جغرافیایی و موقعیت سوق‌الجیشی سه واقعه مهم در نزدیکی پانی‌پت تاریخ هند را دستخوش تغییر کرد:
1. در ۱۵۲۶م، که ظهیرالدین بابُر سلطانِ دهلی بنام ابراهیم لودی را شکست داد و سلسله مغولی هند یا گورکانیان هند را بنیاد نهاد؛
2. در ۱۵۵۶م، که اکبر شاه، نوادهٔ بابر و بزرگترین حکمران هند، بر نیروهای هیمو پیروز شد؛
3. در ۱۷۶۱م، که احمدشاه دُرّانی، حاکم افغانستان، مَراتهه‌ها را در هند شکست داد. در این جنگ شاه افغان از سوی خانات کلات و دو گروه هندی: روهیلا، افغان‌های منطقه دوآب و شجاع‌الدوله حمایت می‌شد.

## نگارخانه

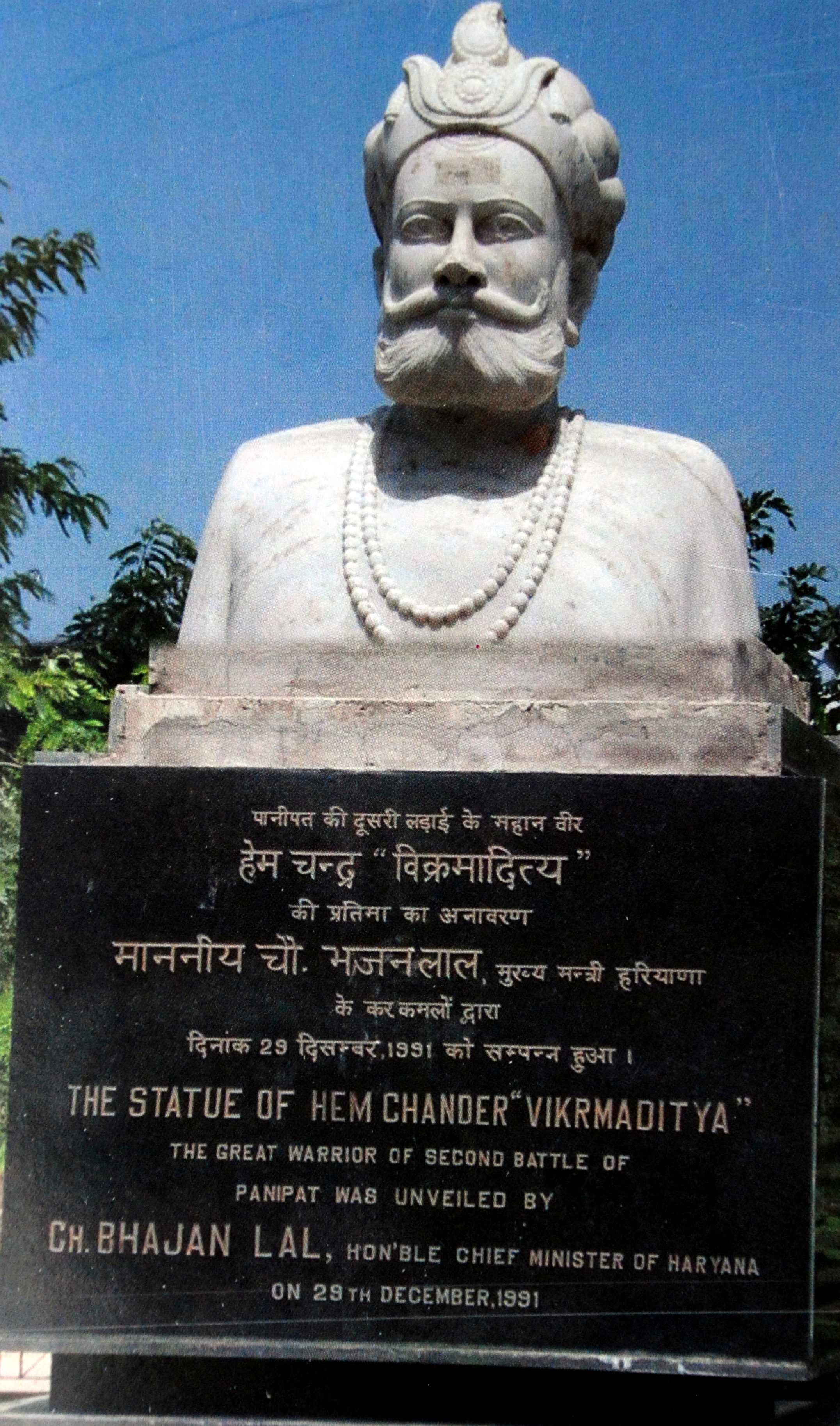
مجسمه امپراتور هندو همچندرا که در نبرد دوم پانی‌پت کشته شد
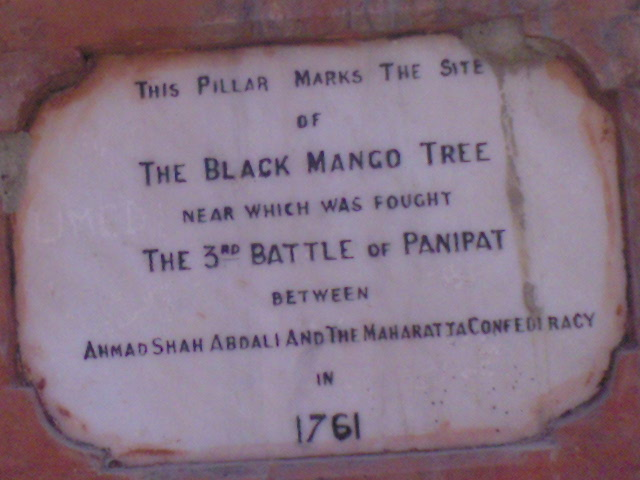
صحنه‌ای از درون میدان نبرد
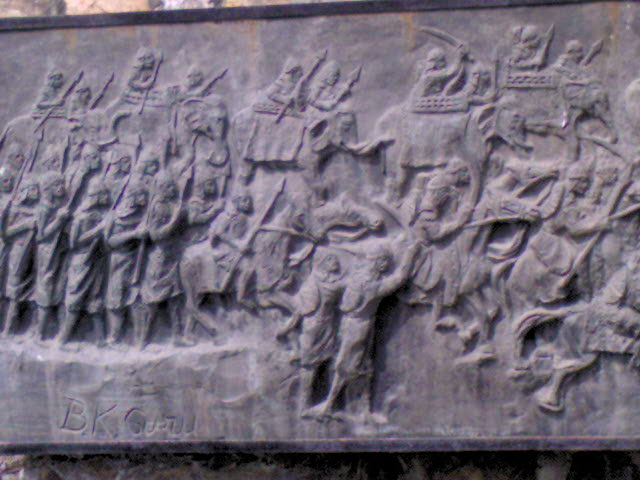
ستون یادبود نبرد (۱۵۵۶)
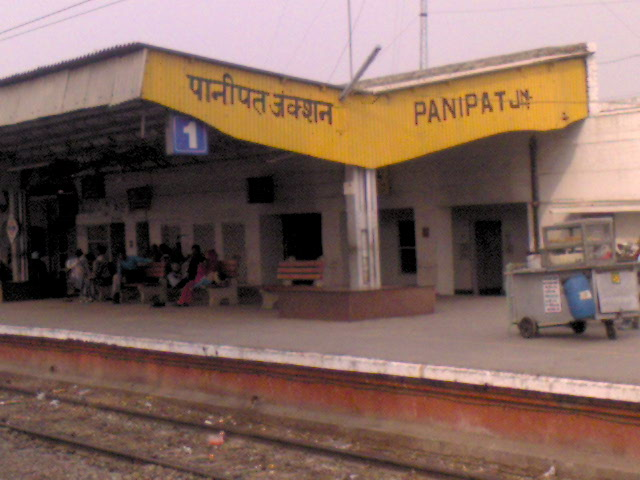
ایستگاه راه آهن پانی‌پت
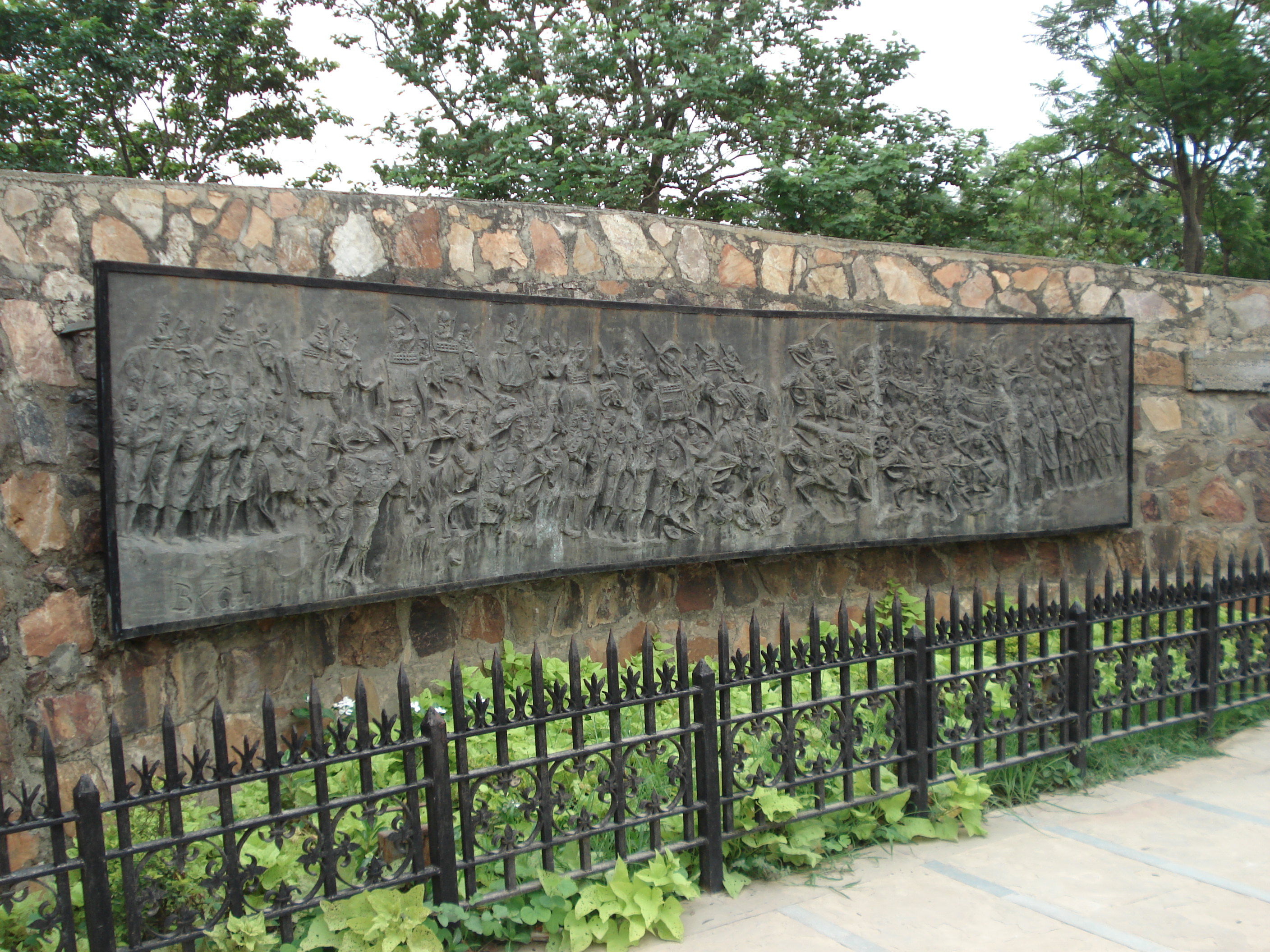
نقش برجسته نبرد دوم پانی‌پت (۱۵۵۶) در محل نبرد، کالا آمب (Kala Amb)
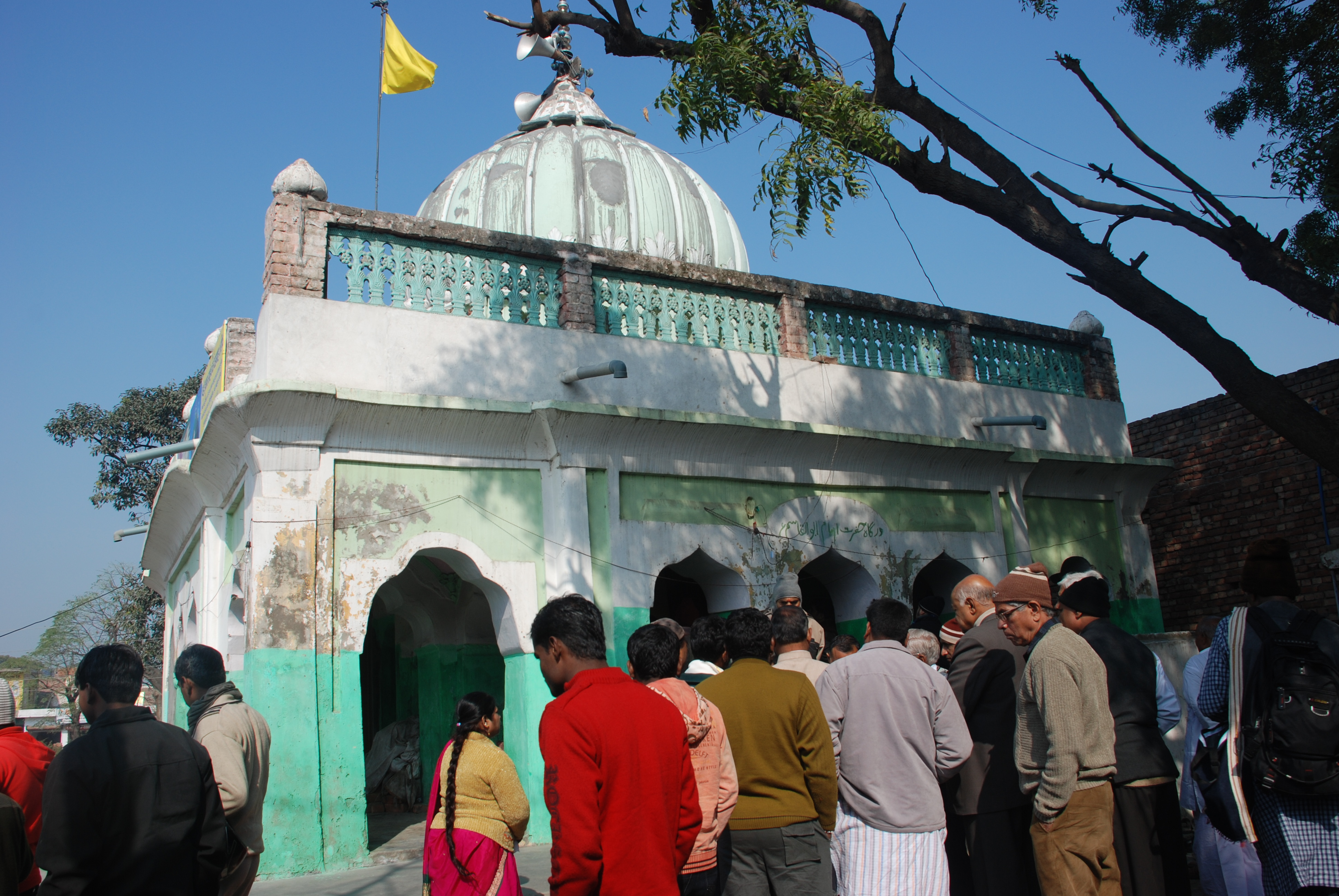
محل سربریدن راجا هیمو در روستای شوداپور